# Cosmic Express
Cosmic Express est un jeu vidéo de puzzle développé et édité par Alan Hazelden, Benjamin Davis et Tyu, sorti en 2017 sur Windows, Mac, Linux, iOS et Android.

## Accueil
- Canard PC : 8/10[1]
- Gamezebo : 4,5/5[2]
- Pocket Gamer : 8/10[3]
- Rock,  Paper, Shotgun : RPS Recommended[4]